# Wörlitz
 è una frazione della città tedesca di Oranienbaum-Wörlitz.